# Barthold Nicolai Landsberg
Barthold Nicolai Landsberg (1668 i Hertugdømmet Holsten – 18. februar 1740) var en dansk-norsk officer.
Forældrene var ritmester Gerhard Conrad Landsberg, af kurlandsk æt, og Helene Engel von Høvel. Landsberg blev 1687 sergent ved et nyoprettet gevorbent infanteriregiment i Norge, blev 1690 fændrik og 1699 karakteriseret kaptajn ved samme regiment, var fra 1695-98(?) i fransk tjeneste ved Royal Danois, men beholdt dog herunder sin stilling som fændrik ved regimentet i Norge, blev 1700 tillige chef for et reservekompagni af Akershusiske nationale Infanteriregiment, men blev 1702 ved bytning kompagnichef ved det regiment, hvor han hidtil havde stået i fændriksnummer. Landsberg blev 1709 generaladjudant-løjtnant hos generalløjtnant Hans Ernst von Tritzschler, fik samme år majors karakter, blev 1713 oberstløjtnant ved 2. trondhjemske nationale Infanteriregiment og fulgte dette under felttogene i Holsten og Nordtyskland, indtil det kom tilbage til Norge i april 1716, beordredes derpå til Frederikssten, optrådte de første dage af maj i Tistedalen med ca. 500 mand mod general Carl Gustaf von Dellwig og opholdt i tre dage hans fremrykning med 3 svenske regimenter forstærkninger, siden – natten til 4. juli samme år – afslog han med 300 søvndrukne og halvt påklædte soldater overfaldet på den indre borgerskanse mellem Frederikssten og Frederikshald. 1717 blev Landsberg kommandant på Frederikssten og udholdt her med hæder den 24 dages belejring, der endte med kong Carl XII's fald 11. december 1718. Et artilleri- og 16 infanterikompagnier – 1800 mand – forsvarede fæstningen mod ca. 9000 svenske under kong Carls egen ledelse. Fæstningen var ganske vel provianteret, men temmelig ubeskyttet i tilfælde af bombardement, og det krævede anstrengelse i så måde at gøre den forsvarsdygtig. Garnisonen bestod mest af hvervede tropper, der benyttede enhver anledning til at desertere, og forsvaret blev derfor lidet aktivt, men var for øvrigt udholdende. Et svensk forsøg på at overrumple borgerskansen mislykkedes, og den svage besætning på Fortet Gyldenløve opgav først efter en kraftig modstand sin post. Formentlig som påskønnelse af hans forhold under denne belejring blev Landsberg 30. december samme år oberst; 1727 forflyttedes han som kommandant til Frederiksstad, blev samme år brigader, 1733 generalmajor, 1739 generalløjtnant og samme år Ridder af Dannebrog. Han døde 18. februar 1740.
Gift 1. gang 1708 med Kumerina f. Coucheron, enke efter major Hans Philip von Berkenfeld (død 1691) og datter af oberst og kommandant på Bergenhus Willem Coucheron; 2. gang 1727 med Catharina Margretha de Bruin (1702-1753), datter af generalmajor Jacob de Bruin. Landsberg efterlod ingen børn.